# Яблунівка (Бужанська сільська громада)
Яблуні́вка — село в Україні, в Бужанській сільській громаді Звенигородського району Черкаської області. У селі мешкає 550 людей.

## Населення
Згідно з переписом УРСР 1989 року чисельність наявного населення села становила 618 осіб, з яких 259 чоловіків та 359 жінок.
За переписом населення України 2001 року в селі мешкало 547 осіб.

### Мова
Розподіл населення за рідною мовою за даними перепису 2001 року:
| Мова       | Відсоток |
| ---------- | -------- |
| українська | 99,09 %  |
| російська  | 0,55 %   |
| білоруська | 0,36 %   |